# Constantin Niculae
Constantin Niculae (ur. 1 kwietnia 1955 w Uliești) – rumuński judoka. Dwukrotny olimpijczyk. Zajął siódme miejsce w Los Angeles 1984 i dziewiętnaste w Moskwie 1980. Walczył w wadze półlekkiej.
Wicemistrz świata w 1981; piąty w 1979; uczestnik zawodów w 1983. Złoty medalista mistrzostw Europy w 1981 i brązowy w 1980. Trzeci na akademickich MŚ w 1977 roku.

## Letnie Igrzyska Olimpijskie 1984
| Konkurencja | Eliminacje              | Eliminacje             | Eliminacje                 | Repasaże                  | Klas. końcowa |
| Konkurencja | Przeciwnik I            | Przeciwnik II          | 1/4                        | Przeciwnik I              | Miejsce       |
| ----------- | ----------------------- | ---------------------- | -------------------------- | ------------------------- | ------------- |
| 65 kg       | Gerardo Padilla (MEX) Z | Bienvenu Mbida (CGO) Z | Yoshiyuki Matsuoka (JPN) P | Stephen Gawthorpe (GBR) P | 7.            |

## Letnie Igrzyska Olimpijskie 1980
| Konkurencja | Eliminacje          | Klas. końcowa |
| Konkurencja | Przeciwnik I        | Miejsce       |
| ----------- | ------------------- | ------------- |
| 65 kg       | Luiz Onmura (BRA) P | 19.           |